# Palm Trees and Power Lines
Palm Trees and Power Lines è il quarto album studio del gruppo pop punk statunitense Sugarcult, pubblicato il 13 aprile 2004.
Memory è stata inclusa nelle colonne sonore dei videogiochi Burnout 3: Takedown e NHL 2005.

## Tracce
1. She's The Blade – 2:59
2. Crying – 3:29
3. Memory – 3:46
4. Worst December – 3:37
5. Back To California – 4:07
6. Destination Anywhere – 3:51
7. Champagne – 2:56 (scritta dall'ex batterista Ben Davis)
8. What You Say – 2:39
9. Over – 3:24
10. Head Up – 3:56
11. Counting Stars – 3:38
12. Sign Off – 2:13

### Bonus track (Giappone)[2]
1. Blackout – 3:10

## Formazione[3]
- Tim Pagnotta - voce, seconda chitarra
- Marko DeSantis - prima chitarra
- Airin Older - basso, voce d'accompagnamento
- Ken Livingston - batteria

## Classifiche[4]
| Classifica             | Posizione |
| ---------------------- | --------- |
| Billboard 200          | 46        |
| Top Independent Albums | 1         |